# Barbera
För andra betydelser, se Barbera (olika betydelser).
Barbera är en blå vindruva av arten Vitis Vinifera som rätt hanterad ger fruktiga och nyansrika viner med god struktur, inslag av plommon och annan frukt samt låg tanninnivå.
Druvan är den näst mest odlade blå druvan i Italien efter Sangiovese och har de senaste decennierna gett toppviner i Piemontedistriktet. Fina viner på Barbera görs även i Mexiko, Argentina, USA, Australien, Grekland mm. 
Druvan har också använts för att producera stora mängder blandviner i USA och i Sydamerika vilket försämrat dess rykte. På senare år har den dock fått ett uppsving.
Kvalitetsviner på Barbera vinner på några års lagring, helst på Barriquefat som bidrar med mer tanniner och gör vinerna fylligare.